# Ambasciatori prussiani in Spagna
L'ambasciatore prussiano in Spagna era il primo rappresentante diplomatico della Prussia in Spagna.
Le relazioni diplomatiche iniziarono ufficialmente nel 1782 e rimasero attive sino alla costituzione della Confederazione Germanica del nord nel 1867 e poi dell'Impero tedesco nel 1871 quando le funzioni passarono all'ambasciatore tedesco in Spagna.

## Regno di Prussia
- 1810–1821: Heinrich Wilhelm von Werther (1772–1859)
- 1821–1823: Daniel Andreas Berthold von Schepeler (1779–1849)
- 1823–1824: Bogislaw von Maltzan (1793–1833)
- 1824–1825: Peter Heinrich August von Salviati (1786–1856)
- 1825–1835: August von Liebermann (1791–1847)

1835–1848: Interruzione delle relazioni diplomatiche
- 1848–1852: Atanazy Raczyński (1788–1874)
- 1853–1864: Ferdinand von Galen (1803–1881)
- 1864–1867: Georg von Werthern (1816–1895)
- 1867: Julius von Canitz und Dallwitz (1815–1894)

1867: Chiusura dell'ambasciata